# Majdal Anjar
Majdal Anjar (arabisch مجدل عنجر, auch Majdel Anjar transkribiert) ist eine Mittelstadt im Distrikt Zahlé des Governorats Bekaa in der Bekaa-Ebene im Libanon mit 23.000 Einwohnern (2006).
Die Stadt liegt mit einem Areal von 25,64 km² an der Straßenverbindung Beirut–Damaskus etwa 5 km vor der syrischen Grenze – die Grenzstation Masnaa liegt unmittelbar hinter der Stadt – auf einer Höhe von 970 m. Beirut ist 55 km entfernt und Damaskus 57 km. Der überwiegend von Armeniern bewohnte Ort kleine Anjar mit den Überresten seiner antiken Siedlung und Relikten der Umayyaden befindet sich wenige Kilometer nördlich.
Auf einem Hügel über der Stadt thront eine ehemalige Kirche, die heute als Burg bezeichnet wird. 
Gegenwärtig (Januar 2011) besteht eine Reisewarnung des Deutschen Auswärtigen Amtes für die Stadt.